# The Prophet’s Song
The Prophet’s Song ist ein Rocksong der britischen Rockgruppe Queen, der von ihrem Gitarristen Brian May geschrieben wurde. Veröffentlicht wurde er 1975 auf dem Album A Night at the Opera. Ursprünglich sollte das Lied People of the Earth heißen. Teilweise wird das Lied als so gut wie Bohemian Rhapsody bezeichnet.

## Entstehung
Inspiriert wurde Brian May bei diesem Lied von einem Traum über eine große Flut, daraufhin schrieb er 1974 dieses Lied.

## Musik
Das Lied enthält mehrere sich musikalisch oft auch stark untereinander unterscheidende Teile. Das Intro beginnt mit einem dem Windrauschen ähnlichem Geräusch, worin eine Spielzeug-Koto einsetzt. Danach folgt der Refrain, welcher durch E-Gitarren- und Schlagzeugklänge geprägt ist. Er wird im Lied fünfmal wiederholt, jedoch immer leicht in Text und Melodie abgewandelt. Danach folgt die erste Strophe, welche musikalisch ähnlich wie der erste Refrain auch von E-Gitarre und Schlagzeug geprägt ist. Darauf folgt wieder zweimal der Refrain, wobei sich der eine kaum vom ersten unterscheidet; der andere ist dadurch anders, dass man den Gesang besonders stark heraushört. Dieser Stil setzt sich dann weiter fort, bis bei etwa 3:30 in einen a cappella Kanon übergeht. Dieser dauert etwa bis 6:00 und geht dann wieder in einen Hard-Rock-Soloteil mit viel E-Gitarre und Schlagzeug über, welcher etwa eine Minute dauert und dann wieder in einem Refrain mündet. Das Lied endet mit einem Outtro, das gleich dem Intro aufgebaut ist.
Das Lied geht auf dem Album übergangslos in das Lied Love of my Life über.

## Text
Der Text handelt von einem Propheten, der vor einem Weltuntergang warnt, jedoch nicht ernst genommen wird. Mit dem Propheten kann Zarathustra gemeint sein, der ebenfalls Erdbeben (thematisiert auch in Nietzsches Also sprach Zarathustra) vorhersagte.

## Besetzung
- Freddie Mercury – Gesang, Hintergrundgesang
- Brian May – Gitarre, Hintergrundgesang, Spielzeug-Koto
- Roger Taylor – Schlagzeug, Hintergrundgesang
- John Deacon – Bass